# Saint-Étienne-du-Vauvray

Saint-Étienne-du-Vauvray este o comună în departamentul Eure, Franța. În 1 ianuarie 2022 avea o populație de 890 de locuitori.